# Francisco Arrué
Francisco Esteban Arrué Pardo (São Paulo, Brasil, 7 de agosto de 1977) es un exfutbolista y actual entrenador chileno.  
Como jugador, destacó en la posición de mediocampista, y es uno de los nueve jugadores que jugó en los tres grandes del fútbol chileno: Colo-Colo, Universidad de Chile y Universidad Católica.

## Trayectoria

### Como jugador
Profesionalmente debutó con la edad de 17 años en Colo-Colo, el año 1995, jugando su primer partido contra O'Higgins, por el torneo de la Copa Chile 1995. Cinco años más tarde, se unió a las filas de Santiago Morning para luego pasar al rival de Colo-Colo, Universidad Católica en 2001, después de haber hecho una gran campaña en el equipo microbusero. Después de haber integrado el elenco cruzado una temporada completa, tuvo breves pasos en Europa y en México con Luzern, Leganés y el Puebla.
En enero de 2005, retornó a Chile para firmar nuevamente en Universidad Católica, ganando el mismo año un título con el club, siendo el Torneo Clausura ganado al rival Universidad de Chile en la Definición por penales. Después de una buena temporada en lo futbolístico para Arrué, en enero de 2007, fue confirmado su traspaso al rival Universidad de Chile, club al cual su antiguo equipo ganó un título. En aquel equipo se le asignó el mismo número que llevaba en la "UC", la 7.
La siguiente temporada fue transferido al Atlético Nacional de Colombia, donde participó en la Copa Libertadores 2008 convirtiendo un gol a Fluminense. Tuvo un inicio difícil en el torneo colombiano y después de encontrar su nivel de juego, decidió rescindir su contrato, desvinculándose del equipo cafetero, fue contratado por la Universidad de Concepción e inmediatamente ganó el título de la Copa Chile 2008/2009, siendo uno de los primeros junto a sus compañeros en ganar el primer título profesional del equipo penquista desde su fundación en 1997.
A finales de 2010, se desvinculó de la "U de Conce" y firmó por Santiago Morning, siendo este el segundo ciclo de Arrué en el "equipo bohemio". Tras haber descendido con el Morning, se desvincula y luego ficha por Deportes La Serena que era dirigido por un viejo conocido suyo, Miguel "El Chueco" Ponce.
En 2013, ficha por Huachipato, siendo dirigido por Jorge Pellicer, con quien había coincidido en Universidad Católica. En octubre de 2014, sufrió una rotura de ligamentos cruzado que lo tuvo sin jugar por alrededor de 8 meses. En 2016, vivió su último año como jugador profesional defendiendo los colores de Coquimbo Unido.

### Como entrenador
Tras el retiro, fue comentarista en CDF.
Tras dirigir a la selección chilena de jugadores libres en el torneo continental FIFPRO América, obteniendo un tercer lugar, en enero de 2019 fue anunciado como nuevo director técnico de Colchagua de la Segunda División chilena, en donde obtuvo el subcampeonato del torneo de 2019. Tras no lograr llegar a acuerdo por la renovación, en enero de 2020 dejó el banco, regresando en noviembre de 2020. En junio de 2021, tras un mal arranque en el torneo oficial, dejó el banco del conjunto de la Herradura.
Tras dirigir la temporada 2022 al conjunto de Trasandino en la Segunda División, en noviembre de 2022 fue anunciado como nuevo adiestrador de San Marcos de Arica para la temporada 2023. El 13 de septiembre de 2023 se informó su renuncia voluntaria a la banca del conjunto ariqueño.
El 15 de septiembre de 2023 es anunciado como nuevo entrenador de Audax Italiano de la Primera División chilena. A fin de temporada, se anunció su alejamiento de la banca itálica;sin embargo, transcurridas 5 fechas del torneo de 2024, vuelve al banco del equipo de La Florida en reemplazo de Walter Erviti.En julio de 2024, y con el equipo itálico en la penúltima posición del campeonato de Primera División de 2024, además de una prematura eliminación por Copa Chile 2024 ante Deportes Santa Cruz de la Primera B, es despedido de su cargo.
El 11 de diciembre de 2024, se anuncia como el nuevo entrenador de Ñublense de la Primera división, con vistas a la temporada 2025.Tras una destacada primera rueda en la Copa Chile 2025, una goleada en contra Universidad de Chile por 5-0 válido por la Liga de Primera,y una temprana eliminación en la fase 2 de la Copa Libertadores 2025han puesto en entredicho su puesto. Al día siguiente de la eliminación internacional, es anunciado su despido del equipo chillanejo.

## Selección nacional
En junio de 2000, integró la Selección de fútbol olímpica sub-23 de su país en los Juegos Olímpicos de Sídney en Australia. En aquel torneo, el jugador ganó una medalla de bronce con Chile, compartiendo camarín con jugadores como Iván Zamorano, Reinaldo Navia, David Pizarro, entre otros.

### Participaciones en Juegos Olímpicos
| Torneo                          | Sede      | Resultado         |
| ------------------------------- | --------- | ----------------- |
| Juegos Olímpicos de Sídney 2000 | Australia | Medalla de Bronce |

## Clubes

### Como jugador
| Club                      | País     | Año       |
| ------------------------- | -------- | --------- |
| Colo-Colo                 | Chile    | 1995-1999 |
| Santiago Morning          | Chile    | 2000      |
| Universidad Católica      | Chile    | 2001      |
| Luzern                    | Suiza    | 2002-2003 |
| Leganés                   | España   | 2003-2004 |
| Puebla FC                 | México   | 2004      |
| Universidad Católica      | Chile    | 2005-2006 |
| Universidad de Chile      | Chile    | 2007      |
| Atlético Nacional         | Colombia | 2008      |
| Universidad de Concepción | Chile    | 2009-2010 |
| Santiago Morning          | Chile    | 2011      |
| Deportes La Serena        | Chile    | 2012      |
| Huachipato                | Chile    | 2013-2015 |
| Coquimbo Unido            | Chile    | 2016      |

### Como entrenador
| Equipo                      | Div.                | Temporada           | Liga | Liga | Liga | Liga | Liga |    | Copa | Copa | Copa | Copa |   | Internacional | Internacional | Internacional | Internacional | Internacional |   | Otros | Otros | Otros | Otros |    | Totales     | Totales | Totales | Totales | Totales | Totales | Totales | Totales | Totales |
| Equipo                      | Div.                | Temporada           | PD   | G    | E    | P    | Pos. | PD | G    | E    | P    | PD   | G | E             | P             | Pos.          | PD            | G             | E | P     | PD    | G     | E     | P  | Rendimiento | GF      | GC      | Dif.    | Ptos.   |         |         |         |         |
| --------------------------- | ------------------- | ------------------- | ---- | ---- | ---- | ---- | ---- | -- | ---- | ---- | ---- | ---- | - | ------------- | ------------- | ------------- | ------------- | ------------- | - | ----- | ----- | ----- | ----- | -- | ----------- | ------- | ------- | ------- | ------- | ------- | ------- | ------- | ------- |
| Colchagua · Chile           | 3.ª                 | 2019                | 25   | 11   | 6    | 8    | 2.º  | 1  | 0    | 0    | 1    | -    | - | -             | -             | -             | -             | -             | - | -     | 26    | 11    | 6     | 9  | 50%         | 49      | 35      | 14      | 39      |         |         |         |         |
| Colchagua · Chile           | 3.ª                 | 2020                | 8    | 2    | 2    | 4    | 5.º  | -  | -    | -    | -    | -    | - | -             | -             | -             | -             | -             | - | -     | 8     | 2     | 2     | 4  | 33.33%      | 6       | 15      | -9      | 8       |         |         |         |         |
| Colchagua · Chile           | 3.ª                 | 2021                | 4    | 0    | 0    | 4    | Inc. | -  | -    | -    | -    | -    | - | -             | -             | -             | -             | -             | - | -     | 4     | 0     | 0     | 4  | 0%          | 1       | 10      | -9      | 0       |         |         |         |         |
| Colchagua · Chile           | Total               | Total               | 37   | 13   | 8    | 16   | -    | 1  | 0    | 0    | 1    | -    | - | -             | -             | -             | -             | -             | - | -     | 38    | 13    | 8     | 17 | 41.23%      | 56      | 60      | -4      | 47      |         |         |         |         |
| Trasandino · Chile          | 3.ª                 | 2022                | 22   | 7    | 8    | 7    | 7.º  | 2  | 0    | 1    | 1    | -    | - | -             | -             | -             | -             | -             | - | -     | 24    | 7     | 9     | 8  | 41.67%      | 29      | 29      | 0       | 30      |         |         |         |         |
| Trasandino · Chile          | Total               | Total               | 22   | 7    | 8    | 7    | -    | 2  | 0    | 1    | 1    | -    | - | -             | -             | -             | -             | -             | - | -     | 24    | 7     | 9     | 8  | 41.67%      | 29      | 29      | 0       | 30      |         |         |         |         |
| San Marcos de Arica · Chile | 2.ª                 | 2023                | 26   | 9    | 5    | 12   | Inc. | 3  | 2    | 1    | 0    | -    | - | -             | -             | -             | -             | -             | - | -     | 29    | 11    | 6     | 12 | 44.83%      | 49      | 43      | 6       | 39      |         |         |         |         |
| San Marcos de Arica · Chile | Total               | Total               | 26   | 9    | 5    | 12   | -    | 3  | 2    | 1    | 0    | -    | - | -             | -             | -             | -             | -             | - | -     | 29    | 11    | 6     | 12 | 44.83%      | 49      | 43      | 6       | 39      |         |         |         |         |
| Audax Italiano · Chile      | 1.ª                 | 2023                | 7    | 3    | 0    | 4    | 13.º | -  | -    | -    | -    | -    | - | -             | -             | -             | -             | -             | - | -     | 7     | 3     | 0     | 4  | 42.86%      | 7       | 11      | -4      | 9       |         |         |         |         |
| Audax Italiano · Chile      | 1.ª                 | 2024                | 9    | 3    | 1    | 5    | Inc. | 1  | 0    | 0    | 1    | -    | - | -             | -             | -             | -             | -             | - | -     | 10    | 3     | 1     | 6  | 33.33%      | 14      | 15      | -1      | 10      |         |         |         |         |
| Audax Italiano · Chile      | Total               | Total               | 16   | 6    | 1    | 9    | -    | 1  | 0    | 0    | 1    | -    | - | -             | -             | -             | -             | -             | - | -     | 17    | 6     | 1     | 10 | 37.25%      | 21      | 26      | -5      | 19      |         |         |         |         |
| Ñublense · Chile            | 1.ª                 | 2025                | 2    | 0    | 1    | 1    | Inc. | 3  | 2    | 1    | 0    | 2    | 0 | 1             | 1             | 2ªF           | -             | -             | - | -     | 7     | 2     | 3     | 2  | 42.86%      | 10      | 14      | -4      | 9       |         |         |         |         |
| Ñublense · Chile            | Total               | Total               | 2    | 0    | 1    | 1    | -    | 3  | 2    | 1    | 0    | 2    | 0 | 1             | 1             | -             | -             | -             | - | -     | 7     | 2     | 3     | 2  | 42.86%      | 10      | 14      | -4      | 9       |         |         |         |         |
| Total en su carrera         | Total en su carrera | Total en su carrera | 103  | 35   | 23   | 45   | -    | 10 | 4    | 3    | 3    | 2    | 0 | 1             | 1             | -             | -             | -             | - | -     | 115   | 39    | 27    | 49 | 41.74%      | 165     | 172     | -9      | 144     |         |         |         |         |
| 1. 2. 3.                    |                     |                     |      |      |      |      |      |    |      |      |      |      |   |               |               |               |               |               |   |       |       |       |       |    |             |         |         |         |         |         |         |         |         |

## Palmarés

### Como jugador

#### Campeonatos nacionales
| Título           | Club                      | País  | Año     |
| ---------------- | ------------------------- | ----- | ------- |
| Primera División | Colo-Colo                 | Chile | 1996    |
| Copa Chile       | Colo-Colo                 | Chile | 1996    |
| Primera División | Colo-Colo                 | Chile | 1997-C  |
| Primera División | Colo-Colo                 | Chile | 1998    |
| Primera División | Universidad Católica      | Chile | 2005-C  |
| Copa Chile       | Universidad de Concepción | Chile | 2008-09 |

#### Campeonatos internacionales
| Título           | Equipo            | País      | Año  |
| ---------------- | ----------------- | --------- | ---- |
| Juegos Olímpicos | Selección Chilena | Australia | 2000 |